# Hermann Weyl
Hermann Weyl (Elmshorn, Imperio alemán, 9 de noviembre de 1885-Zúrich, Suiza, 8 de diciembre de 1955) fue un matemático alemán. Aunque bastante tiempo de su vida laboral radicó en Zúrich y luego en Princeton, es identificado familiarmente con la tradición matemática de la Universidad de Gotinga, representada por David Hilbert y Hermann Minkowski. Su investigación ha sido muy relevante para la física teórica, así como disciplinas puras, incluida la teoría de números. Fue uno de los matemáticos más influyentes del siglo XX, y un miembro clave del Instituto de Estudios Avanzados en sus orígenes, y contribuyó para una visión internacional e integrada.
Weyl publicó algunos trabajos técnicos y generales sobre el espacio, el tiempo y la materia, así como sobre filosofía, lógica, simetría e historia de las matemáticas. Fue uno de los primeros en concebir la probabilidad de combinar la relatividad general con las leyes del electromagnetismo. Mientras ningún otro matemático de su generación aspiró al 'universalismo' de Poincaré o Hilbert, Weyl se acercó como ningún otro. Michael Atiyah, en particular, comentó alguna vez que siempre que investigaba en algún área, descubría que Weyl le había precedido.
La semejanza de nombres hace que a veces lo confundan con André Weil. Una broma matemática supone que, como estos dos personajes fueron realmente grandes, se producía un extraño caso en el que este tipo de confusión nunca pudo haber causado ofensa alguna en ninguno de ellos.

## Biografía
Hermann Weyl nació en Elmshorn, una ciudad cercana a Hamburgo, en Alemania.
Desde 1904 a 1908 estudió matemática y física tanto en Gotinga como en Múnich. Su doctorado lo obtuvo en la Universidad de Gotinga bajo la supervisión de David Hilbert a quien admiraba mucho. Tras obtener un puesto de enseñanza durante unos años, dejó Gotinga por Zúrich para ocupar la cátedra de matemática en la ETH Zúrich, donde fue colega de Einstein, que se encontraba puliendo los detalles de la teoría de la relatividad general. Einstein ejerció una influencia duradera sobre Weyl, que quedó fascinado por la física matemática. Weyl conoció en 1921 a Erwin Schrödinger, quien fue nombrado Profesor en la Universidad de Zúrich. Llegaron a ser amigos íntimos con el tiempo.
Weyl dejó Zúrich en 1930 para ser el sucesor de Hilbert en Gotinga hasta el principio de la guerra en 1933. Los eventos le persuadieron a dirigir el Instituto de Estudios Avanzados en Princeton. Continuó allí hasta su retiro en 1951. Junto con su esposa, vivió en Princeton y Zúrich, y murió en esta última en 1955.
Durante sus años en Princeton, que dividió entre seminarios restringidos en el Instituto de Estudios Avanzados y clases para estudiantes en la Universidad de Princeton, además de asistir a diversas conferencias, publicó varias monografías que arrojaron luz sobre un amplio abanico de temas, especialmente álgebra y análisis, pero también filosofía de la ciencia. En 1939 publicó Los Grupos clásicos y, en 1940, Teoría algébrica de los números, dos textos eminentemente algebraicos. En 1943 publicó un texto de análisis titulado Meromorphic functions and analytic curves. Por último, en 1949, se publicó la versión inglesa ampliada de Filosofía de las matemáticas y de las ciencias naturales. Al final de este periodo, una de las conferencias que había pronunciado en 1951 en la Universidad de Princeton dio lugar a Symmetry (1952), un excelente libro que le acercó al gran público. El texto, que roza lo popular, contiene no obstante varias demostraciones matemáticas.
La felicidad de Hermann Weyl en Princeton terminó abruptamente el 5 de septiembre de 1948 con la muerte de su esposa Hella, enferma desde hacía dos años. A partir de abril de 1950, pasó la mitad de su tiempo en Princeton y la otra mitad en Zúrich. Ese año se casó por segunda vez con la escultora Ellen Lohnstein-Bär (1902-1998), viuda del físico y banquero Richard Bär (1892-1940). Como Ellen era natural de Zúrich y Weyl aún conservaba recuerdos y amistades allí, pasaron largas temporadas juntos tras su jubilación en 1951, con frecuentes visitas de Weyl a la Escuela Politécnica Federal de Suiza, donde ya no ocupaba un cargo oficial, pero participaba en coloquios matemáticos. Weyl falleció el 8 de diciembre de 1955 en Zúrich de un ataque al corazón cuando volvía de la oficina de correos. Fue incinerado en Zúrich el 12 de diciembre de 1955; en 1999, sus cenizas fueron trasladadas a Princeton.

## Contribuciones

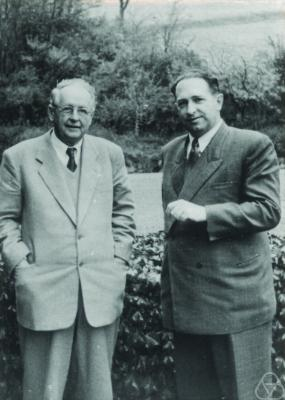
Hermann Weyl (izquierda) y Ernst Peschl

### Fundamentos geométricos de lasvariedadesy física
En 1913, Weyl publicó Die Idee der Riemannschen Fläche (El concepto de una superficie de Riemann), que dio tratamiento unificado a las superficies de Riemann. Weyl usó la topología general para hacer más rigurosa la teoría de superficies de Riemann. Absorbió el trabajo previo de L. E. J. Brouwer sobre topología para este propósito.
En 1918, introdujo la noción de gauge, y dio el primer ejemplo de lo que sería conocido como teoría de gauge. La teoría de gauge de Weyl fue un intento sin éxito de modelar el campo electromagnético y el campo gravitatorio como propiedades geométricas del espacio-tiempo. El tensor de Weyl de la geometría riemanniana es de máxima importancia para comprender la naturaleza de la geometría conforme.

### Fundamentos de matemática
En The Continuum Weyl desarrolló el análisis predicativo usando los niveles bajos de la teoría ramificada de tipos de Russell. Fue capaz de desarrollar la mayoría del cálculo clásico sin usar el axioma de elección, la prueba de contradicción o los conjuntos infinitos de Cantor. Weyl apeló durante este periodo al constructivismo radical del romántico e idealista subjetivo alemán Fichte.
Poco después de publicar The Continuum, Weyl desplazó por completo su postura brevemente al intuicionismo de Brouwer. En el Continuum, los puntos construibles existen como entidades discretas. Weyl quería un continuo que no fuese un agregado de puntos. Escribió un controvertido artículo diciendo de sí mismo y L. E. J. Brouwer que "Somos la revolución". Este artículo fue mucho más influyente a la hora de propagar las ideas intuicionistas que los trabajos originales del propio Brouwer.
George Pólya y Weyl hicieron una apuesta durante una reunión de matemáticos en Zúrich (9 de febrero de 1918) sobre la dirección futura de la matemática. Weyl predijo que en los 20 años siguientes, los matemáticos se darían cuenta de la vaguedad total de nociones tales como los números reales, conjuntos y numerabilidad, y más aún, que preguntarse por la verdad o falsedad de la propiedad del supremo de los números reales tenía tan poco sentido como preguntarse sobre la verdad de las afirmaciones básicas de Georg Hegel sobre la filosofía de la naturaleza. La existencia de esta apuesta queda documentada en una carta descubierta por Yuri Gurevich en 1995. Se dice que cuando se cumplió el plazo de la apuesta, los individuos presentes dieron a Pólya como vencedor (sin la concurrencia de Kurt Gödel).
Sin embargo, tras unos pocos años decidió que el intuicionismo de Brouwer ponía restricciones demasiado grandes a la matemática. El artículo "Crisis" molestó a Hilbert, maestro formalista de Weyl, pero más adelante en la década de 1920 Weyl reconcilió su postura parcialmente con la de Hilbert.
Tras 1928 Weyl decidió aparentemente que el intuicionismo matemático no se podía reconciliar con su entusiasmo por el pensamiento de Husserl. En las últimas décadas de su vida Weyl dio énfasis a la matemática como "construcción simbólica" y se desplazó a una postura no solo más cercana a la de Hilbert sino también a la de Ernst Cassirer. Sin embargo, Weyl se refirió rara vez a Cassirer, y solo escribió artículos breves y pasajes articulando esta postura.

### Matemática de la relatividad
Weyl siguió el desarrollo de este campo de la física desde 1918 en su Raum, Zeit, Materie (Espacio, tiempo, materia), que alcanzó la cuarta edición en 1922. Su enfoque se basaba en la filosofía fenomenológica de Edmund Husserl, específicamente en su Ideen zu einer Phänomenologia de 1913. Aparentemente, ésta era la manera de Weyl de lidiar con la controvertida dependencia de Einstein en la física fenomenológica de Ernst Mach. Husserl había reaccionado vivamente a la crítica que hizo Frege de su primer trabajo sobre la filosofía de la aritmética y estaba investigando el sentido de la matemática y otras estructuras, que Frege había distinguido de la referencia empírica. Por tanto, hay buenas razones para ver la teoría de gauge tal como se desarrolló de las ideas de Weyl como un formalismo de la medida física y no una teoría de nada físico, es decir, como un formalismo científico.

### Grupos topológicos, grupos de Lie y teoría de la representación
De 1923 a 1938, Weyl desarrolló la teoría de grupos compactos en términos de representación de matrices. En el caso del grupo compacto de Lie, probó una fórmula de caracteres fundamental.
Estos resultados son fundamentales para entender la estructura simétrica de la mecánica cuántica, que él puso sobre una base de teoría de grupos. Esto incluye a los espinores. Junto con la formulación matemática de la mecánica cuántica, en gran medida debido a John von Neumann, esto dio el tratamiento que ha sido familiar desde alrededor de 1930. También estaban profundamente implicados los grupos no compactos y sus representaciones, particularmente el grupo de Heisenberg. Desde entonces, y ciertamente con la gran ayuda de las exposiciones de Weyl, los grupos de Lie y el álgebra de Lie se convirtieron en parte habitual de la matemática pura y la física teórica.
Su libro The Classical Groups, un texto seminal aunque difícil, reconsideró la teoría de invariantes. Cubría los grupos simétricos, todos los grupos lineales, los grupos ortogonales y los grupos simplécticos y resultados sobre sus invariantes y representaciones.

### Análisis armónico y teoría analítica de números
Weyl mostró también la manera de usar sumatorios exponenciales en la aproximación diofántica, con su criterio para distribución uniforme modo 1, que fue un paso fundamental para la teoría analítica de números. Este trabajó se aplicaba tanto a la función zeta de Riemann como a la teoría aditiva de números. La desarrollaron muchos otros.

## Citas
Estos comentarios de Weyl, pueden reflejar su personalidad:
"En mi trabajo siempre he intentado unir la verdad con la belleza, pero cuando he tenido que escoger entre una de las dos, habitualmente escogí la belleza".[cita requerida]
"La pregunta sobre el fundamento y el significado definitivos de la matemática sigue abierta; no sabemos en qué dirección encontrará su solución ni siquiera si se puede esperar una respuesta objetiva. "Matematizar" podría perfectamente ser una actividad creativa del hombre, como la lengua o la música, de originalidad primaria, cuyas decisiones históricas desafían completamente la racionalización objetiva". -- Hermann Weyl (Gesammelte Abhandlungen) citado en  Year book – The American Philosophical Society, 1943, p. 392
"Los problemas de la matemática no lo son en un vacío ... " -- Herman Weyl [cita requerida]
"El círculo vicioso [de las definiciones impredicativas], que ha reptado hasta el análisis a través de la naturaleza brumosa de los conceptos habituales de conjunto y función, no es en análisis una forma de error menor, fácilmente evitable". -- Hermann Weyl [cita requerida]
"En estos días el ángel de la topología y el demonio del álgebra abstracta luchan por el alma de cada disciplina individual de la matemática." [cita requerida]
Siempre que tenga que ver con una entidad dotada de estructura S, intente determinar su grupo de automorfismos, el grupo de aquellas transformaciones de elementos que no alteran todas las relaciones estructurales. De este modo se puede obtener una visión profunda de la constitución de S. - Symmetry, Princeton Univ. Press, p144; 1952

## Trabajos publicados
- The Continuum: A Critical Examination of the Foundation of Analysis. 1918. ISBN 0-486-67982-9.
- Mathematische Analyse des Raumproblems. 1923.
- Was ist Materie?. 1924.
- Gruppentheorie und Quantenmechanik. 1928.
- «On generalized Riemann matrices». Ann. of Math. Vol. III (35). 1934. pp.~400--415.
- Elementary Theory of Invariants. 1935.
- Philosophy of Mathematics and Natural Science. 1949.
- Space Time Matter. título original: "Raum, Zeit, Materie". 1952. ISBN 0-486-60267-2.
- Symmetry. Princeton University Press. 1952. ISBN 0-691-02374-3.
- The Concept of a Riemann Surface. Addison-Wesley. 1955.
- Gesammelte Abhandlungen. Vol IV. ed. Chandrasekharan, K. Springer. 1968.
- Classical Groups: Their Invariants And Representations. ISBN 0-691-05756-7.

## Premios y honores
- Fue elegido miembro de la Academia Leopoldina en 1923.
- Premio Lobachevsky de Geometría de la Universidad de Kazán, URSS, 1927.
- 1928: Pronunció una conferencia plenaria en el Congreso Internacional de Matemáticos de Bolonia (Grupos continuos y su representación por transformaciones lineales).
- 1928: Miembro de la American Physical Society.
- En 1929 es elegido miembro de la Academia Americana de las Artes y las Ciencias.
- 1932: Presidente de la Asociación Matemática Alemana.
- 1935: Elegido miembro de la American Philosophical Society[4]
- 1939: Elegido miembro honorario de la Sociedad Matemática de Londres.[5]
- 1940: Weyl es elegido miembro de la Academia Nacional de Ciencias.
- 1947: Admitido como miembro correspondiente de la Académie des sciences.[6]
- Premio Arnold Reymond, mayo de 1954.
- Doctor honoris causa por la Escuela Politécnica Federal de Suiza en 1945 y por las Universidades de Oslo en 1929, Pensilvania en 1940, la Sorbona (París) en 1952, la Universidad de Columbia en Nueva York en 1954 y la Universidad Técnica de Stuttgart en 1929.
- Ciudadano honorario de la ciudad de Elmshorn el 17 de noviembre de 1955.
- El día de su centenario se celebró en Kiel el primer Congreso Internacional Hermann Weyl en su honor, con la participación de Hans Freudenthal, Jean Dieudonné, Erhard Scheibe, Jürgen Ehlers, Julian Schwinger, George Mackey, David Speiser, Eckehard W. Mielke, Friedrich W. Hehl, Gerhard Mack, Bas van Fraassen, Bernard d'Espagnat, Bernulf Kanitscheider, Wolfgang Deppert, John Archibald Wheeler y Andreas Bartels, entre otros, todos ellos con sus propias contribuciones originales[7]

### Eponimia
Además de los conceptos matemáticos que llevan su nombre, se tiene que:
- El cráter lunar Weyl lleva este nombre en su memoria.[8]
- El asteroide (32267) Hermannweyl también conmemora su nombre.[9]
- Los grupos de materiales que muestran una conductividad eléctrica aproximadamente no óhmica se denominan metal de Weyl o semimetal de Weyl.[10]